# Eparchia di Jaroslavl'

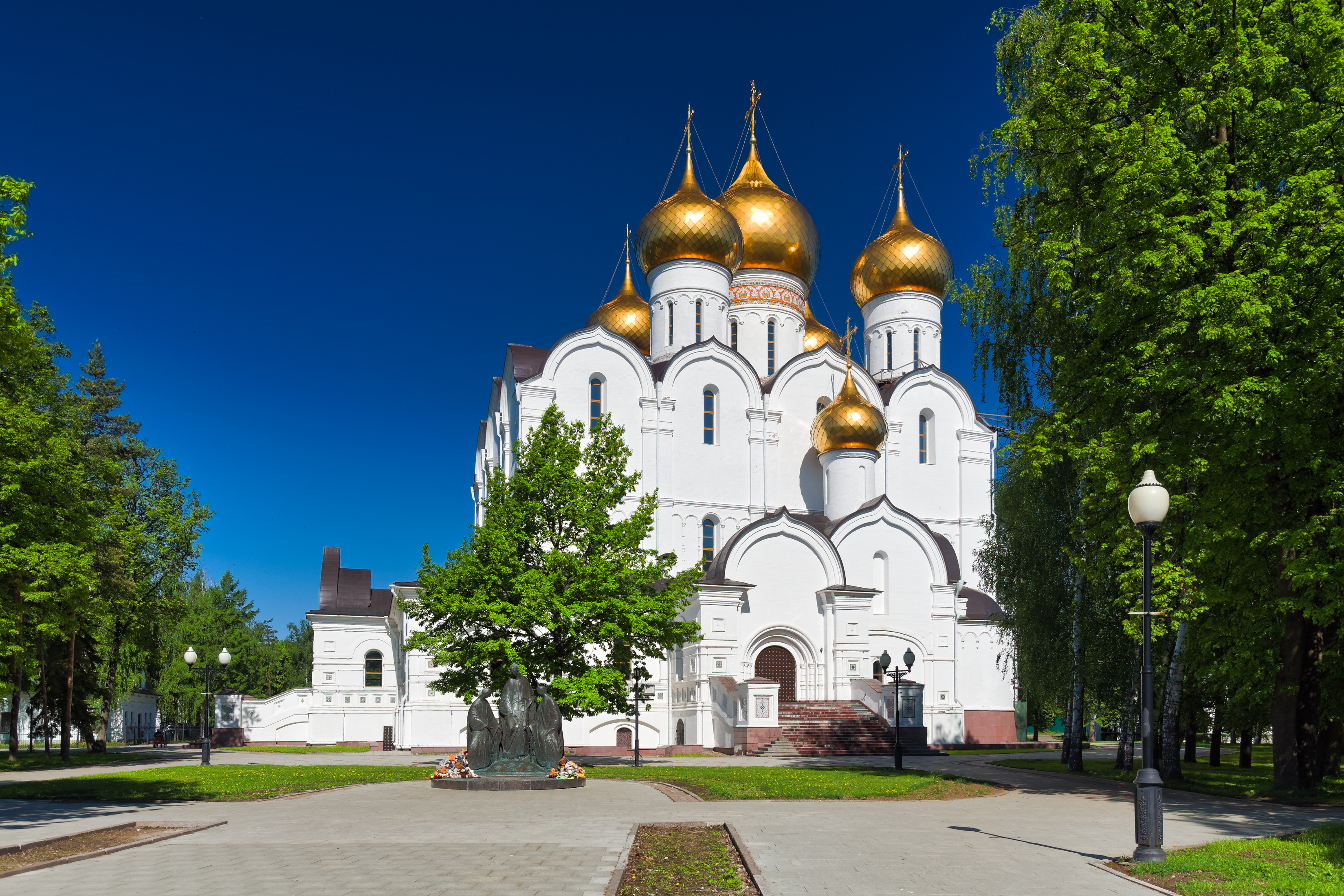
La cattedrale dell'Assunzione di Jaroslavl'.

L'eparchia di Jaroslavl' (in russo Ярославская епархия?) è una diocesi della Chiesa ortodossa russa, appartenente alla metropolia di Jaroslavl'.

## Territorio
L'eparchia comprende la città di Jaroslavl' e i rajon Jaroslavskij, Rostovskij, Gavrilov-Jamskij e Nekrasovskij nell'oblast' di Jaroslavl'.
Sede eparchiale è la città di Jaroslavl', dove si trova la cattedrale dell'Assunzione.
L'eparca ha il titolo ufficiale di «metropolita di Jaroslavl' e Rostov».

## Storia
L'eparchia è stata eretta nel 991 con il nome di Rostov e Suzdal', modificato in quello di Jaroslavl' e Rostov nel 1788.
Il 15 marzo 2012 ha ceduto una porzione di territorio a vantaggio dell'erezione dell'eparchia di Rybinsk e contestualmente è entrata a far parte della metropolia omonima.
Il 24 dicembre 2015 ha ceduto un'altra porzione di territorio per l'erezione dell'eparchia di Pereslavl'.